# 愛媛県特別支援学校一覧
愛媛県特別支援学校一覧（えひめけんとくべつしえんがっこういちらん）は、愛媛県の特別支援学校の一覧。

## 国立特別支援学校
- 愛媛大学教育学部附属特別支援学校

## 公立特別支援学校（知的障害、肢体不自由、病弱教育）

### 四国中央市
- 愛媛県立新居浜特別支援学校みしま分校

### 新居浜市
- 愛媛県立新居浜特別支援学校
  - 川西分校

### 今治市
- 愛媛県立今治特別支援学校

### 松山市
- 愛媛県立みなら特別支援学校松山城北分校

### 東温市
- 愛媛県立しげのぶ特別支援学校
- 愛媛県立みなら特別支援学校

### 西予市
- 愛媛県立宇和特別支援学校

## 公立特別支援学校（視覚障害）

### 松山市
- 愛媛県立松山盲学校

## 公立特別支援学校（聴覚障害）

### 松山市
- 愛媛県立松山聾学校

## リンク
- 愛媛県教育委員会